# The Vaulted Shadows
The Vaulted Shadows es un álbum del grupo de Death/doom metal My Dying Bride. Este disco marca un retorno definitivo de la banda a aspectos de su sonido más característico aunque sea un recopilatorio, combinando voces guturales y el retorno del violín a sus composiciones en una forma que recuerda a algunos álbumes clásicos de este grupo como Turn Loose the Swans, si bien este disco es definitivamente doom metal, lento, romántico, sin atisbo del death metal que aún podíamos observar en ciertos pasajes del mencionado álbum de 1993.
El álbum reúne dos de los EPs: The Barghest o' Whitby (2011) y The Manuscript (2013) respectivamente, en un solo disco; lo que se presenta como una recopilación para los fanes de la banda que no pudieron adquirir por separado los mencionados EPs. Ambos trabajos son posiblemente de los más pesados grabados por My Dying Bride.

## Información del álbum
- El arte de la portada es obra de Andy Green, que ya fuera responsable del arte del álbum clásico de la banda del año 1996, Like Gods of the Sun.

## Lista de canciones
1. "The Barghest O' Whitby" – 27:04
2. "The Manuscript" – 06:24
3. "Vår gud över er" – 08:49
4. "A Pale Shroud of Longing" – 07:48
5. "Only Tears to Replace Her With" – 04:20

## Créditos[3]
- Aaron Stainthorpe - voces
- Andrew Craighan - guitarra
- Hamish Glencross - guitarra
- Lena Abé - bajo
- Shaun Macgowan - violín, teclado